# 熟食店

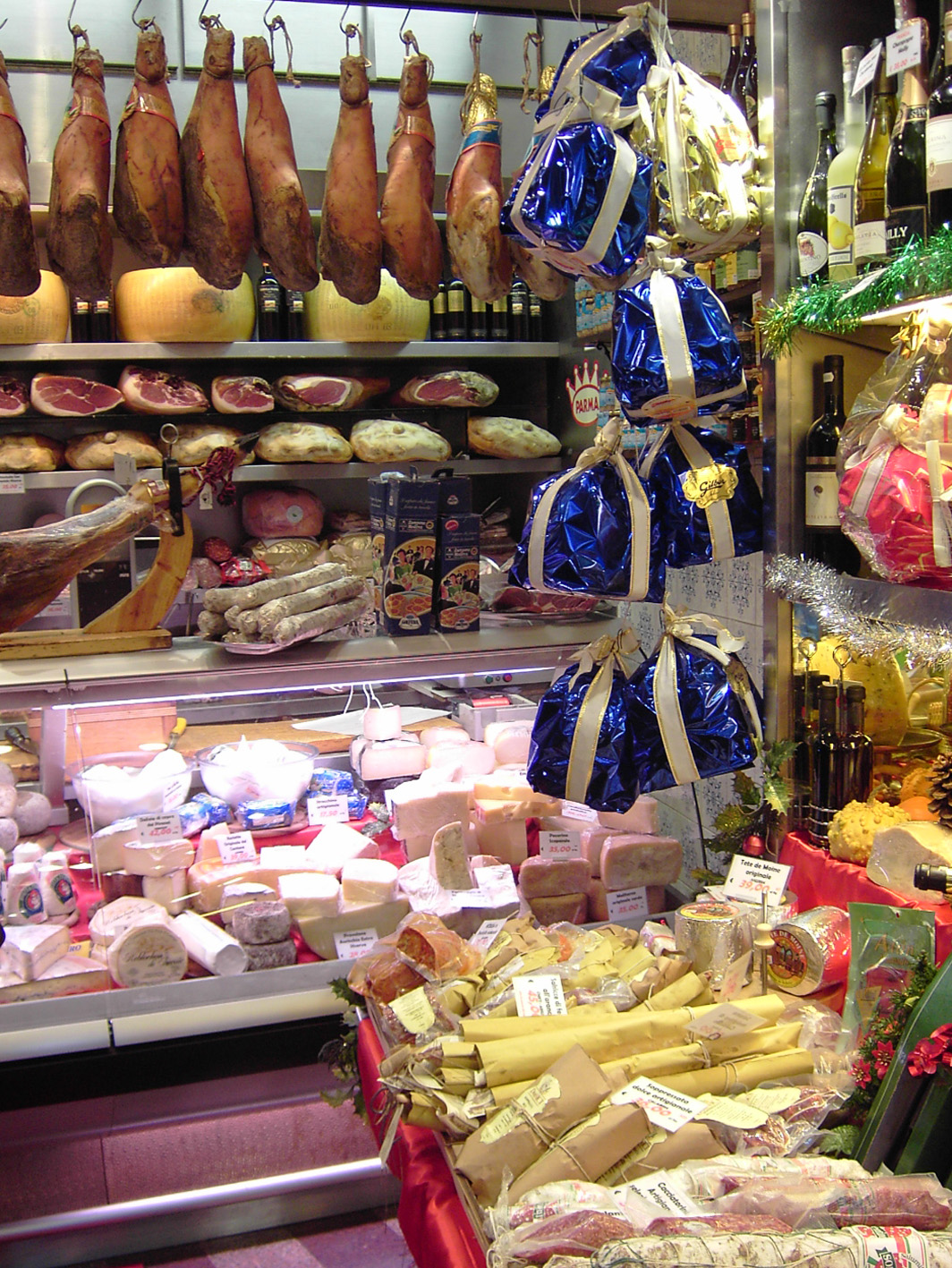
義大利羅馬的熟食店

熟食店（英語：Deli，Delicatessen）的英語單字，原本的意思是「美味的佳餚」或「精緻的食物」。這個英語單字是來自於德語，包括古德語的拼寫方式，德語：（中文：美味的）的複數，以及拉丁語：。
這個英語單詞在某些國家有另一個含意，就是「販售美食的商店（英語：delicatessen store）」，有時候在非正式的場合可以把它縮寫成 deli。
德國的Dallmayr被認為是世界上第一家熟食店，它成立於1700年。